# 江厦潮汐电站
江厦潮汐电站位于浙江省台州市温岭市坞根镇下楼村乐清湾北端江厦港，是中国第一座双向潮汐电站。总装机容量3.2 MW，电站建筑物有堤坝、水闸、发电厂房和升压站各一座。堤坝为粘土心墙堆石坝，在海中抛石、土而成。坝基为饱和海涂淤泥质粘土，层厚46m。堤坝全长670m,最大坝高15.1m。1980年5月第一台机组投产发电。是20世纪80年代中国装机容量最大的潮汐电站，在世界上名列第三位。
虽然该设施的提出的设计为3,000 KW，目前的装机容量为3,200 KW。电力产生是由1台500 KW，1台600 KW，3台的700 KW，总装机容量为3,200 KW。虽然还提出了拟建第六个700 KW机组安装，但尚未安装。 该设施可产生高达每年6.5 GWh的电力。
这个设施也承载了40 KW的太阳能光伏发电安装，估计每年45,000 KWh的生产能力。该系统由216个185w单晶硅太阳能电池组件组成，生产商是Perlight Solar。该电站供给的能源需求在 20 km（12 mi） 距离外的小村庄，通过35 kV输电线路。在出海口最大潮差8.39米（27.5英尺）。
2019年10月7日入选第八批全国重点文物保护单位。